# Суперсовершенное число
Суперсовершенное число — натуральное число n, такое, что:
{\displaystyle \sigma ^{2}(n)=\sigma (\sigma (n))=2n\,,}
где σ является суммой делителей числа n. Несмотря на название, суперсовершенные числа не являются обобщением совершенных чисел. Термин был придуман Д. Сурьянараяной в 1969 году.
Суперсовершенные числа образуют последовательность:
2, 4, 16, 64, 4096, 65 536, 262 144, … (последовательность A019279 в OEIS).
Все чётные суперсовершенные числа имеют вид {\displaystyle 2^{p}}, где {\displaystyle 2^{p+1}-1} — простое число Мерсенна.
Неизвестно, существуют ли нечётные суперсовершенные числа. В 2000 году Хансакер и Померанс доказали, что не существует нечётных суперсовершенных чисел, меньших, чем {\displaystyle 7\times 10^{24}}.

## Обобщения
Совершенные и суперсовершенные числа являются простейшими примерами широкого класса m-суперсовершенных чисел, которые удовлетворяют:
{\displaystyle \sigma ^{m}(n)=2n,}
при m=1 и 2 соответственно.
m-суперсовершенные числа в свою очередь являются частным случаем (m, k)-совершенных чисел, которые удовлетворяют:
{\displaystyle \sigma ^{m}(n)=kn,}.
В этих обозначениях, совершенные числа — (1,2)-совершенные числа, мультисовершенные числа — (1,k)-совершенные числа, суперсовершенные числа — (2,2)-суперсовершенные числа и m-суперсовершенные числа — (m,2)-совершенные числа.
Примеры классов (m, k)-совершенных чисел:
| m | k     | (m,k)-совершенные числа | OEIS    |
| - | ----- | --- | ------- |
| 2 | 3     | 8, 21, 512 | A019281 |
| 2 | 4     | 15, 1023, 29127 | A019282 |
| 2 | 6     | 42, 84, 160, 336, 1344, 86016, 550095, 1376256, 5505024                                                                                               | A019283 |
| 2 | 7     | 24, 1536, 47360, 343976 | A019284 |
| 2 | 8     | 60, 240, 960, 4092, 16368, 58254, 61440, 65472, 116508, 466032, 710400, 983040, 1864128, 3932160, 4190208, 67043328, 119304192, 268173312, 1908867072 | A019285 |
| 2 | 9     | 168, 10752, 331520, 691200, 1556480, 1612800, 106151936                                                                                               | A019286 |
| 2 | 10    | 480, 504, 13824, 32256, 32736, 1980342, 1396617984, 3258775296                                                                                        | A019287 |
| 2 | 11    | 4404480, 57669920, 238608384 | A019288 |
| 2 | 12    | 2200380, 8801520, 14913024, 35206080, 140896000, 459818240, 775898880, 2253189120                                                                     | A019289 |
| 3 | любой | 12, 14, 24, 52, 98, 156, 294, 684, 910, 1368, 1440, 4480, 4788, 5460, 5840, …                                                                         | A019292 |
| 4 | любой | 2, 3, 4, 6, 8, 10, 12, 15, 18, 21, 24, 26, 32, 39, 42, 60, 65, 72, 84, 96, 160, 182, …                                                                | A019293 |